# Харько
Харько́ (уменьшительная форма (деминутив) имени Харитон; укр. Харко, Харько), иначе Харько́в (? — 1737?) — легендарный персонаж казацкого фольклора. В сказаниях, по одной из версий, был простым казаком, по другой — сотником, грабившим помещиков и разорявшим их угодья, по третьей версии Харько был пасечником, а по четвёртой — зажиточным хуторским крестьянином. В фольклоре Харько известен как мифический основатель города Харькова на востоке Украины (см. эпоним).

## Старинные легенды
Мифический казак XVI, начала XVII или даже XVIII века, по имени которого якобы назван город и которому воздвигнута в 2004 году в начале проспекта Науки (первоначально проспект Ленина) конная статуя работы Зураба Церетели.
По легенде, записанной с четвёртых слов («дед деда 104-летнего слепого деда») Е. Топчиевым в 1829 году в селе Даниловке Харьковского уезда и опубликованной в 1838 году, которую раскритиковал как недостоверную Д. Багалей, утонул близ Змиёва в реке Северский Донец:

«Не приходиться быть первому поселению при реке Лопани, иначе город Харьков назывался бы Лопанью или река Лопань — Харьковом. Ещё дед моего деда зашёл в этот край и именно в окрестности Харькова, когда было здесь мало народу… Первый поселенец… поселился при ней [Белгородской кринице] хутором… И этот первый поселенец был Харько… Когда именно жил Харько, неизвестно, но говорили, что назад тому более 200 лет… [от 1829] Он был не из простых. Вышел из Польши начальником нескольких семей [православных]… Однажды… настигнул их [татар] около нынешнего города Змиёва. Отбил добычу и освободил пленных. Но, угнавшись за самыми татарами на ту сторону Донца, был подавлен большим числом собравшихся неприятелей и потонул в Донце, на обратной переправе с двумя своими сыновьями. Татары, наконец, проникли в скрытное убежище поселения Харька и разорили его совершенно… После этого заселение Харька оставалось долго впусте. Говорили также, что самые татары, первые, называли его именем реку, при которой он жил». Прим.: (этого не может быть, поскольку гидроним Харьков намного старше).

Согласно размышлению данного 104-летнего деда, Харько жил хутором близ Белгородской криницы (родника) на берегу реки Харьков (источник уничтожен в 1990-х годах, ул. Шевченко (б. Белгородская), 5).
По другой легенде, описанной в путевых записках академика В. Зуева, проезжавшего через город в 1781 году, которую раскритиковал как недостоверную Л. Мачулин, был пасечником:

«Наименование своё Харьков имеет от первого поселенца Харитона, вышедшего со многими другими семьями и поселившегося здесь. Он был пасечник или пчеловод; трудами своими и способностью места разжился он скоро, так что многие из других мест стали к нему приходить для сожительства, а как в общежитии, у малороссиян, обыкновенно называют друг дружку полуимянем, то, называя его Харько, прозвали и Харьков хутор, и Харьков слобода, и Харьков город, тому назад сказывали мне, не многим будет более ста лет [от 1781], следовательно и начало города Харькова не далее относится».

В рукописном «Топографическом описании Харьковскому наместничеству» 1785 года приведена третья легенда, где ответом на восьмой вопрос анкеты «Ежели можно справится о его [города] начале, кем, когда и на какой случай построен, и какими людьми спервоначалия быль заселен» являются следующие слова (дословно):

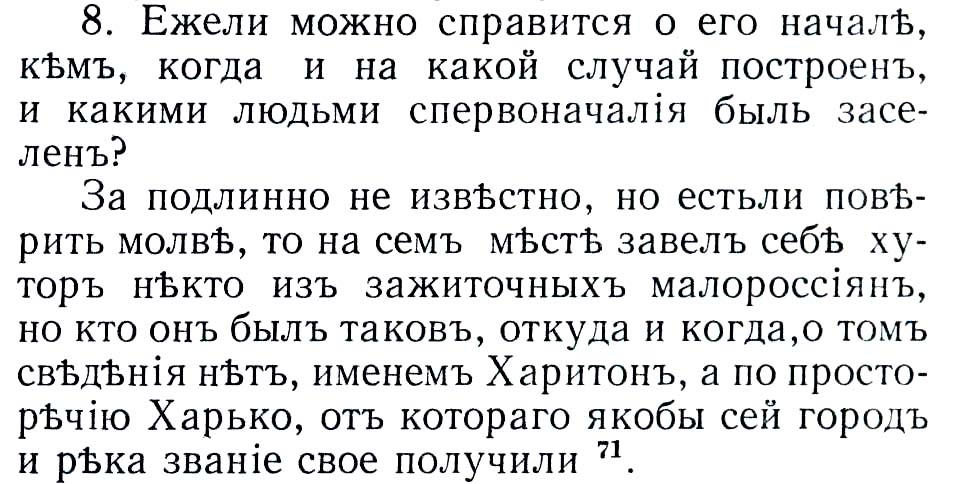
Ответ на вопрос про основание города в «Топографическом описании Харьковскому наместничеству» 1785 года (с Харько)

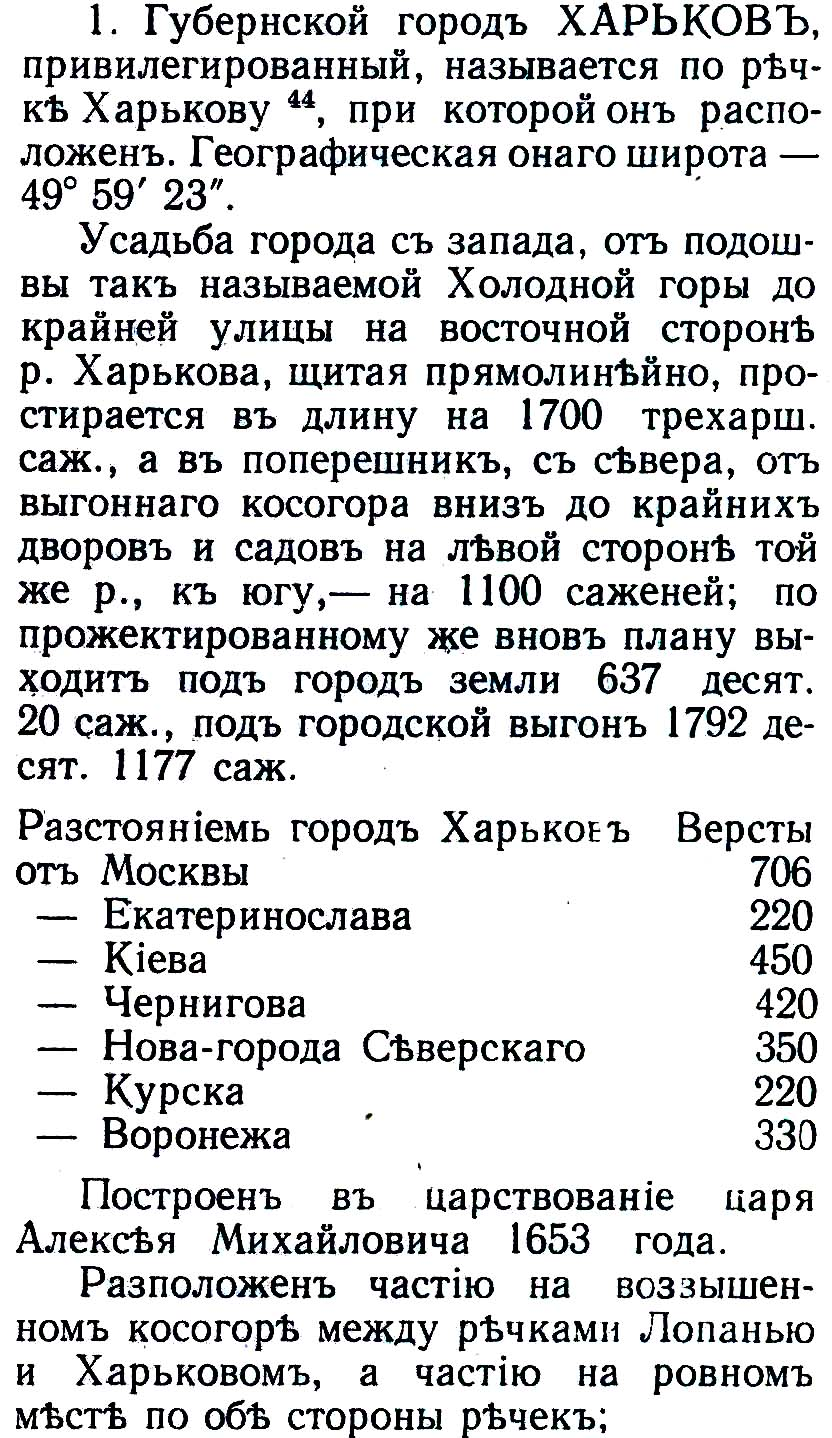
Описание города в «Топографическом описании Харьковского наместничества» 1788 года (без Харько)

«За подлинно неизвестно, но естьли поверить молве, то на сем месте завел себе хутор некто из зажиточных малороссиян, но кто он был таков, откуда и когда, о том сведений нет, именем Харитон, а по просторечию Харько, от котораго якобы сей город и река звание своё получили».

Но уже через два года в следующем рукописном «Атласе Харьковскаго наместничества» 1787 года, как и в печатном «Топографическом описании… с историческим предуведомлением…» 1788 года, как и в рукописном «Описании городов Харьковскаго наместничества» 1796 года, нет вообще никакого Харько, везде писано коротко и ясно: «Построен в царствование царя Алексея Михайловича 1653 году».
По ещё одной легенде, приведённой в своей «Автобиографии» 1881 года Н.Костомаровым, был с таким именем казацкий сотник, но об основании им Харькова ничего не сказано: «Проехали через местечко Жаботин, где до сих пор показывают хату сотника Харька, убитого поляками перед началом восстания малорусов, известного в истории под названием Колиивщины [до 1768], или Уманской резни».
Согласно примечаниям к тексту Костомарова к.и.н. И. Л. Бутича, уже XX века:

Со своим отрядом принимал участие в гайдамацком восстании 1734 г. После поражения отступил в Сечь. Со временем снова объявился на Правобережной Украине, где совместно с другими гайдамацкими отрядами громил шляхетские имения. Есть сведения, что Харько погиб в битве с татарами.

## Критика
Все приведённые тексты являются легендами о древних, «заподлинно» неизвестно когда происходивших событиях.
Текст Топчиева отнесён Д. Багалеем к «своеобразному учёному домыслу». Обоснование легенды говорит само за себя: «Не раз случалось травить с ними [помещиком З.] лисиц в окрестностях Харькова и на некоторых местах теперещнего его заселения. Во время привалов [т. н. охотничьи байки] …слышал я, на каком месте что было. Дед мой долго служил… и умер старше меня летами. Он также любил поговорить о старине своего времени, и о чем он слышал от самовидцев. Как соображу все, что я сам видел и слышал от других, то…» (далее см. выше)
Харьковский издатель и краевед Л. Мачулин считает так (2008): «Рассказал Топчиеву это предание старик, которому было 104 года. В молодости он служил ловчим у одного помещика, а свою историю основывал на тех рассказах, которые слышал от своего господина и его друзей на охотничьих привалах. Несложные расчёты дают следующие цифры: рассказы старик слышал примерно в 1740-х годах, когда ему было около 20 лет. События, о которых шла речь на охоте, имели место ещё 120 лет тому назад! Как видим, срок слишком значительный, чтобы с ним можно было считаться как с живым воспоминанием современника».
Текст путевых записок Зуева 1781 года, как и текст из «Топографического описания Харьковского наместничества 1785 года», противоречит ранее написанному официальному документу губернской канцелярии «Описание городов и знатных местечек в провинциях Слободской губернии в 1767—1773 годах», где сказано:

«Начало населения сего города [Харькова] в 7138 [от сотворения мира, 1630 от Р. Х.] году, в котором первые начали собираться на поселение малороссияне из-за днепровских польских и малороссийских городов; первый из них был осадчий Иван Каркач, и городок был построен деревянный, с таким укреплением, каково в тогдашнее время служить могло единственно к убежищу от неприятельского татарского нападения».

Л.Мачулин по этому поводу считает (2008): «В губернской канцелярии — одна информация, у академика Зуева — другая… Почему В. Ф. Зуев привёл легенду, а не строго официальную информацию? Достоверно утверждать не возьмётся никто, но автор предполагает следующее. Василий Фёдорович по рождению и образованию был весьма далёк от гуманитарной среды. Поэтому, вероятно, он был в определённой степени склонен к романтически-лёгкому восприятию всего того, что не касалось его основной профессии. [физика, химия, метафизика] Даже если он и знал достоверную информацию о строительстве крепости Харьков…, то она показалась ему слишком пресной для „Записок путешествующего“. Легенда об основании города мифическим Харько читалась куда увлекательнее».
Происхождение названия города, согласно Д. Багалею, не может происходить от Харько, поскольку название реки Харьков уже присутствовало после 1552 года (вероятно, в 1556) на царской генеральной карте Московского государства Большой Чертёж, то есть задолго до Харько.

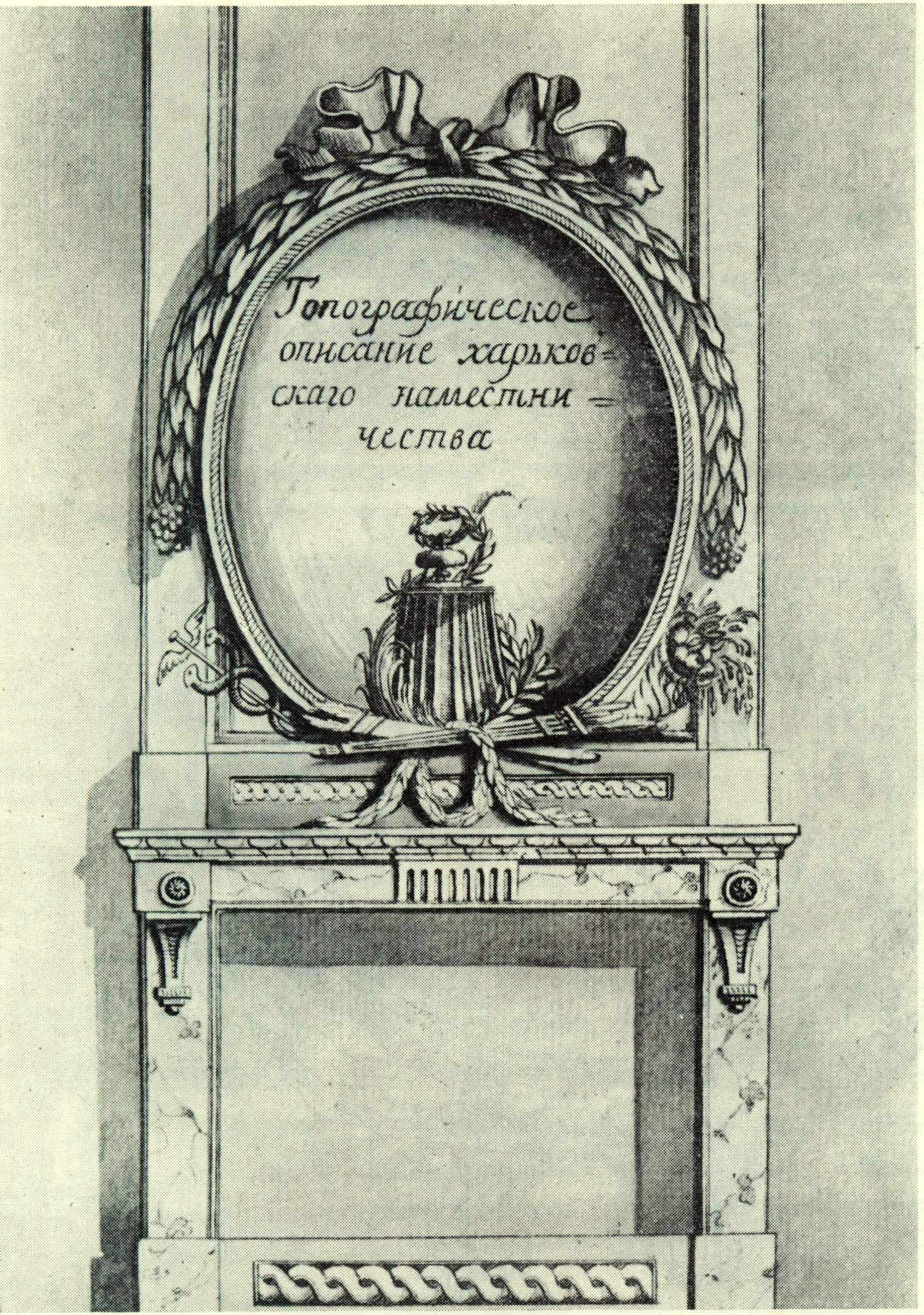
«Топографическое описание Харьковского наместничества» 1787 года без Харько

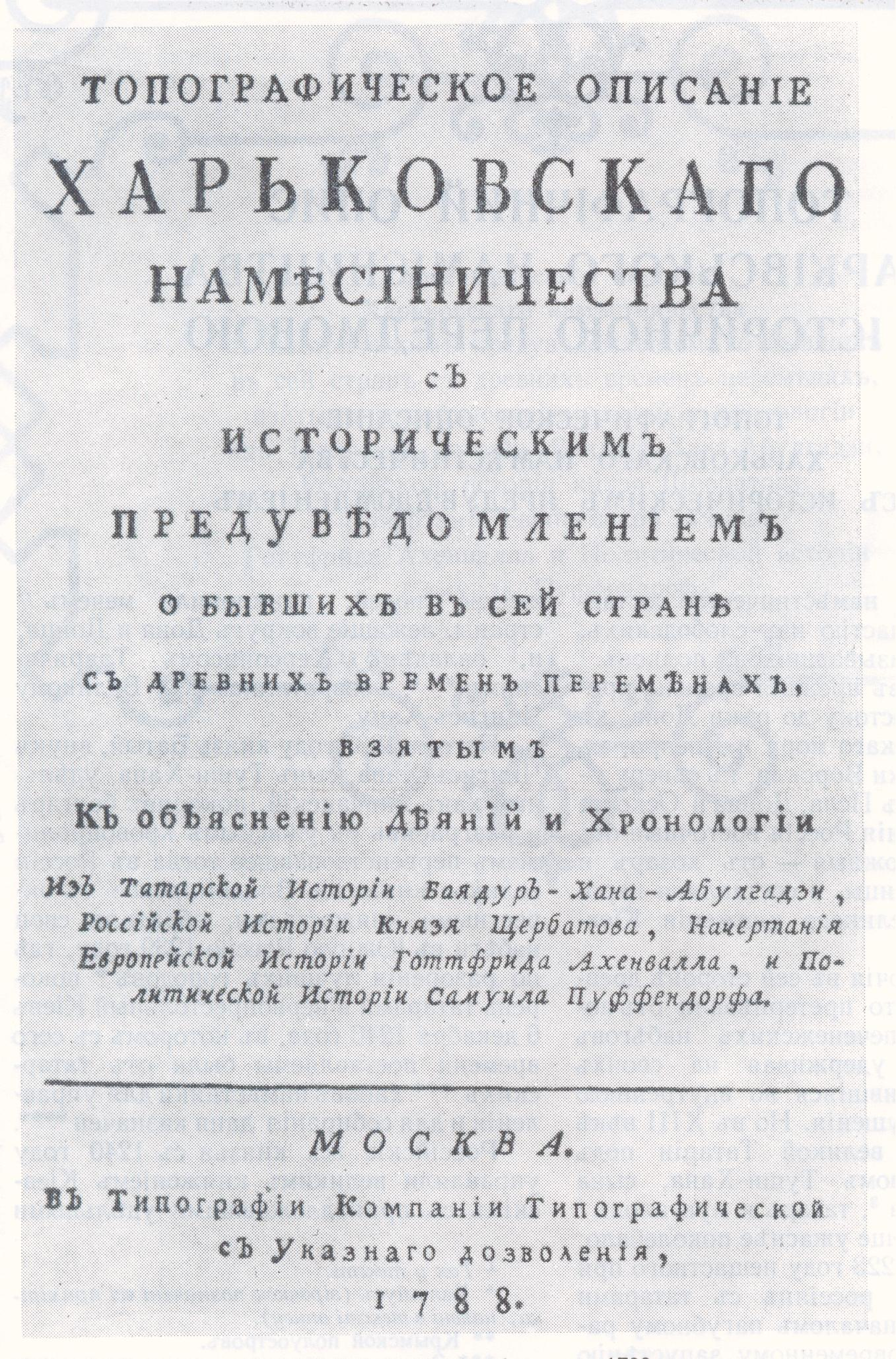
«Топографическое описание Харьковского наместничества» 1788 года без Харько

В печатном «Топографическом описании Харьковскаго наместничества с историческим предуведомлением…» 1788 года издания сказано, что город получил своё название именно по реке, без упоминания Харько: «Губернской город Харьков, привилегированный, называется по речке Харькову, при которой он расположен».
Река же могла получить, в свою очередь, название от изрытого подземными ходами древнерусского домонгольского городища XI либо XII века на мысу в междуречье на Университетской горке, на остатках которого украинские переселенцы, бежавшие от «Руины» на территорию Московского государства, основали Харьковский острог в 1653 году.
Известный харьковский тележурналист К.Кеворкян высказался (конец 1990-х): «Насколько я могу судить, легенда эта, широко распространённая в наших краях, скорее имеет отношение к фильму „Чапаев“, чем к исторической науке. Начнём с того, что на пустынном месте одинокие хутора никто не ставил — поселенцы всегда селились крупными партиями. В противном случае они становились лёгкой добычей татар. Образование имени Харько от малороссийского Захарько противоречит нормам украинского языка… Название „Харьков“ в исторических хрониках появляется раньше, чем описываемые народной молвой события».
Директор Слобожанской археологической службы Ирина Голубева заявила в 2012 году, что никаких археологических подтверждений существованию Харько нет.

## Памятник Харько
В центре города в начале XXI века поставлен памятник основателям Харькова в виде казака Харько на лошади с копьём.
Памятник «Основателям Харькова в честь 350-летия города», в начале проспекта Ленина, был открыт 22 августа 2004. Дар городу от Зураба Церетели. По словам автора, скульптурная композиция символизирует российско-украинское единство.
Это первый за всю историю города конный монумент. Представляет собой 12-тонную бронзовую скульптуру всадника казака Харько. В руке у него копьё, щит, за плечами лук и колчан со стрелами. Высота скульптуры — 6 метров, постамента — 7 м
Памятник создан по рисунку почтовой открытки (лубочный рисунок) XIX века, приведённой в начале данной страницы.

## В художественных произведениях

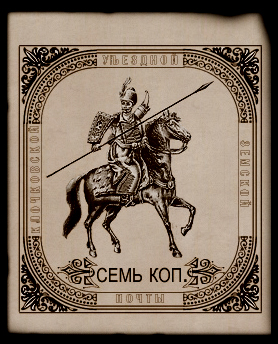
Артимарка Клочковского земства Харьковской губернии («основной» рисунок, А. Сдобников, 2009)

Крепость стоит на высоком холме над неширокою рыбною речкой.
Башня тесовая жёлтою свечкой высится в сумеречной полутьме.
В створе обитых железом ворот тускло блестят бердышами казаки,
Сонно волна шевелится во мраке, лодку о лодку у пристани трёт.
А за рекою рыбак Харитон подслеповато склонился над зыбью -
Светится сивой чешуйкою рыбьей старец, чьим именем град наречён.
Впрочем, то светит сединами внук деда Харько, что владел окунями,
Что несусветно далёкими днями сладил курень у лесистых излук.
Хату поставил да ульев пяток, да просмолил неуклюжую лодку,
Да застолбил на столетья высотку — этого града и крепи исток.
Сергей Шёлковый, «Харьковская крепость»

Шапка-бирка на нім, постоли, сірячина полатана, рвана…
Де вже там одягтися, коли працював день и ніч він на пана!
Панський хліб став у горлі кілком, гірше редьки життя було дома…
Харитоном, або ще Харьком називавсь по-простому сірома.
Юрий Кругляк, «Тікав козак на Слобожанщину»

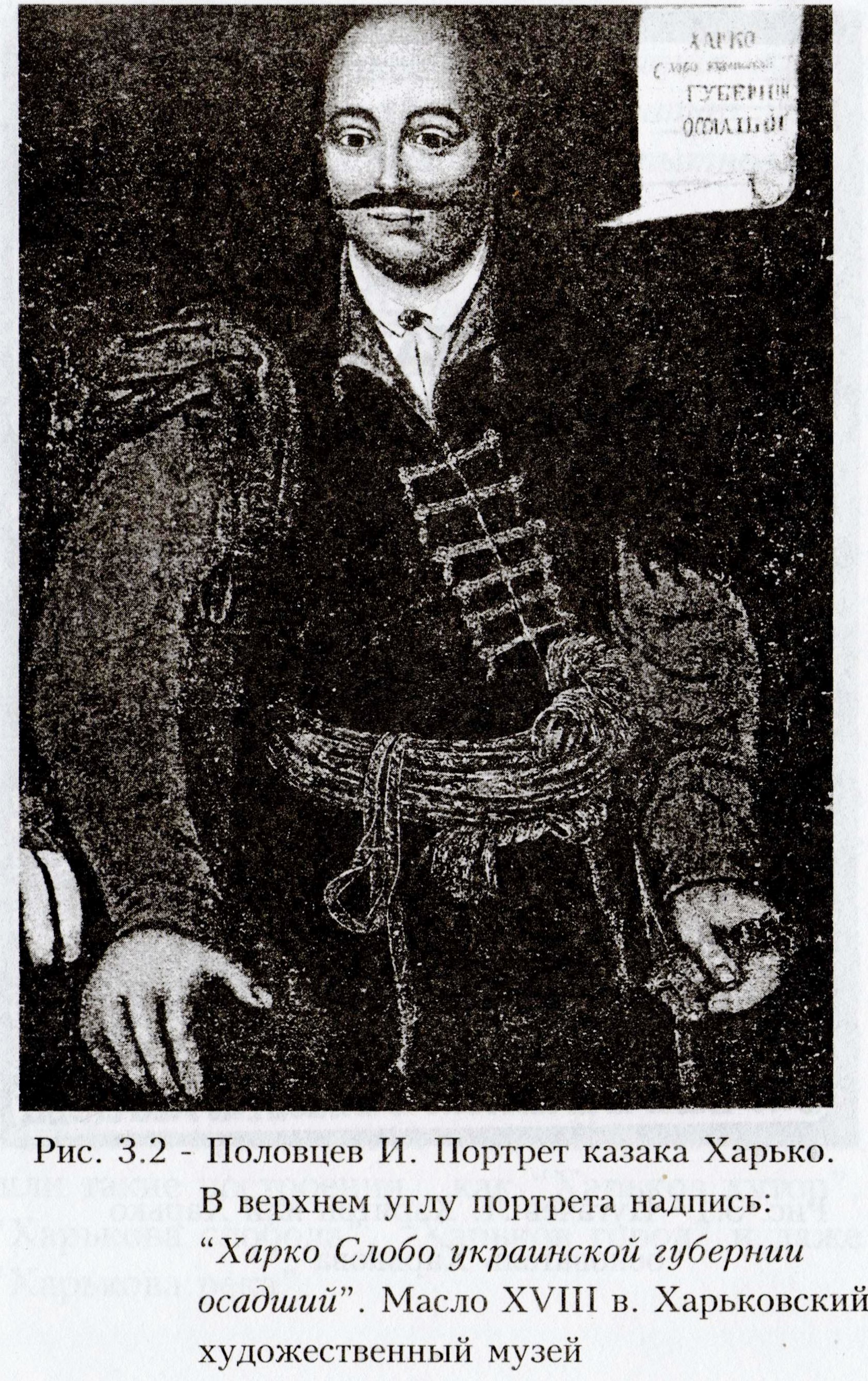
Харько в виде знатного шляхтича на картине В.Половцева (XVIII век)
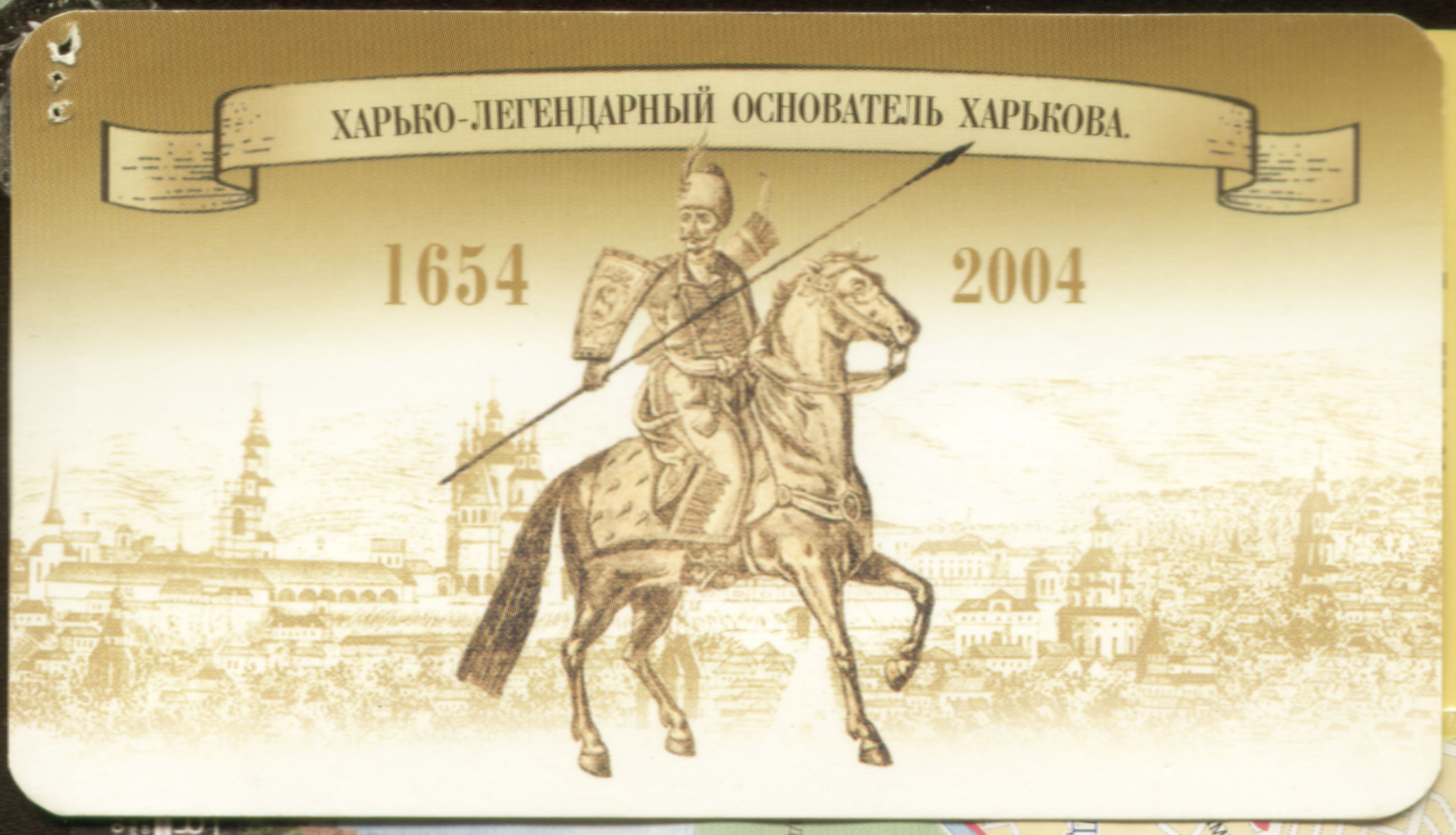
"Основной" рисунок Харько XIX века на календаре к 350-летию Харькова
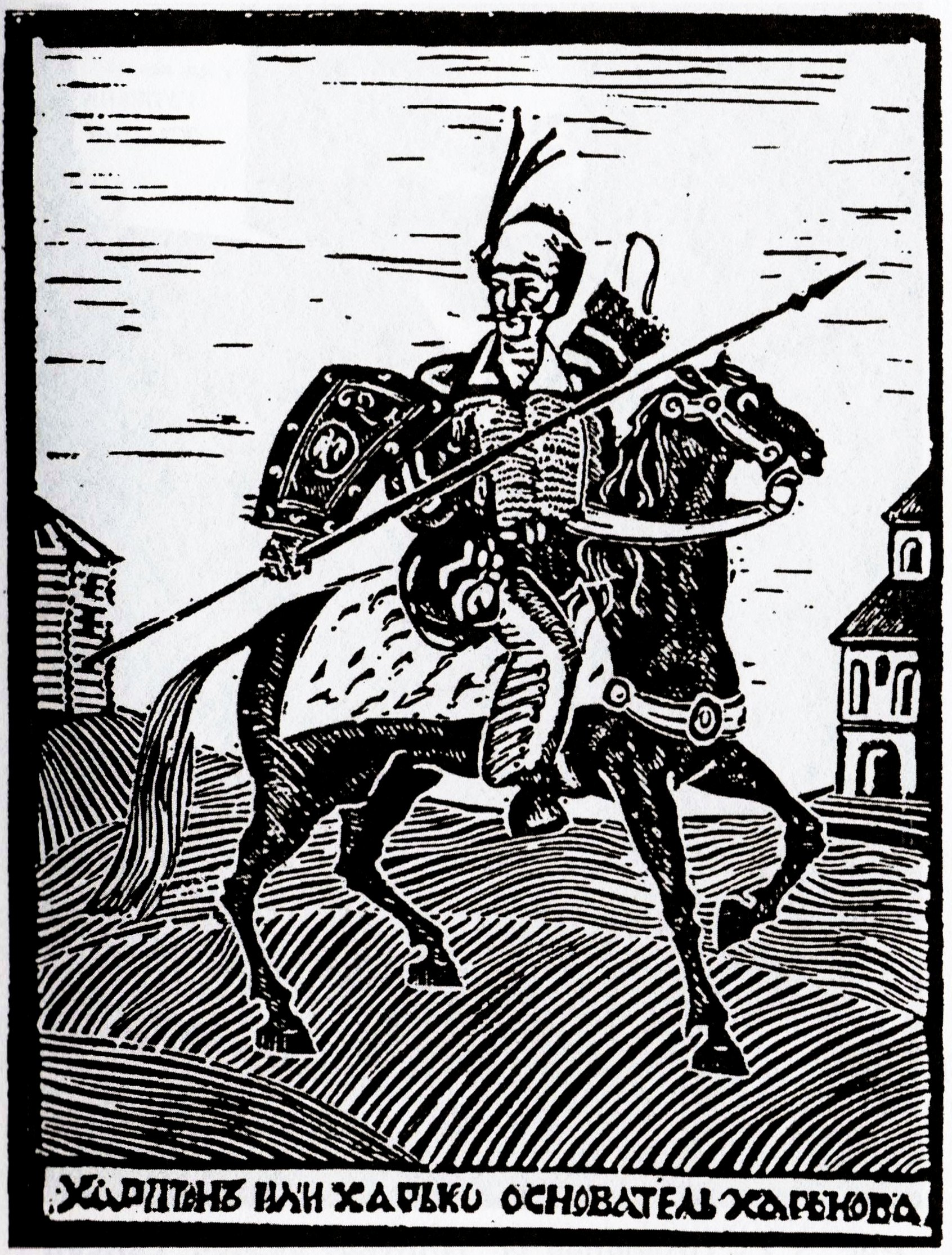
Гравюра "Харитон или Харько - основатель Харькова" (вариант "основного" рисунка)